# Procianidina A1
Procianidina A1 es un dímero de proantocianidinas tipo A.
It is an epicatequina-(2β→7,4β→8)-catequina dímero que se encuentra en la planta Rhododendron spiciferum, en la piel del maní y en Ecdysanthera utilis.
Procianidina B1 se puede convertir en procianidina A1 por la oxidación de radicales usando 1,1-diphenyl-2-picrylhydrazyl (DPPH) en condiciones neutrales.